# Rory McLeod
Rory Mcleod (Wellingborough, 26 de março de 1971) é um jogador profissional jamaicano de snooker, profissional desde 1991. Nunca venceu nenhum título a contar para o ranking mundial, e o seu melhor resultado é a presença nos oitavos de final de cinco torneios classificativos, o primeiro deles em 2005 (Grand Prix). 
É o único negro no circuito profissional de snooker. Convertido ao Islão por volta do ano 2000, treinou a seleção de snooker do Qatar. Tem a nacionalidade jamaicana desde 2019, e anteriormente era de nacionalidade britânica.